# Episodi di Un passo dal cielo (seconda stagione)

I protagonisti della stagione

La seconda stagione della serie televisiva Un passo dal cielo  è formata da 14 episodi e trasmessa in Italia su Rai 1 e Rai HD per otto prime serate, dal 14 ottobre al 29 novembre 2012. La regia è di Riccardo Donna, Salvatore Basile e Jan Maria Michelini.
| n° | Titolo                    | Prima TV Italia  |
| -- | ------------------------- | ---------------- |
| 1  | Facili prede              | 14 ottobre 2012  |
| 2  | Il richiamo del sangue    | 18 ottobre 2012  |
| 3  | Il seme della gelosia     | 18 ottobre 2012  |
| 4  | L'istinto dell'uomo       | 25 ottobre 2012  |
| 5  | Tra le nuvole             | 25 ottobre 2012  |
| 6  | La leggenda del pescatore | 1º novembre 2012 |
| 7  | Falsa partenza            | 1º novembre 2012 |
| 8  | Fuori dal mondo           | 8 novembre 2012  |
| 9  | La nuova via              | 8 novembre 2012  |
| 10 | Musica silenziosa         | 15 novembre 2012 |
| 11 | L'ombra del diavolo       | 15 novembre 2012 |
| 12 | Vite sospese              | 22 novembre 2012 |
| 13 | La fuga                   | 22 novembre 2012 |
| 14 | Io ti salverò             | 29 novembre 2012 |

## Facili prede
- Diretto da: Riccardo Donna
- Scritto da:

### Trama
Pietro trova una ragazza, Anya, in stato di shock e ferita ad una gamba nel bosco. La ragazza sembra aver perso la memoria. Tra i due nasce un sentimento profondo e intenso, ma a fine puntata uno sparo di un fucile ferisce la giovane che poi muore in ospedale. Pietro inoltre si occupa dell'avvelenamento ai danni di due bambini. La storia d'amore tra il commissario Vincenzo Nappi e la veterinaria Silvia Bussolati procede a gonfie vele e il poliziotto decide di fare il grande passo: chiedere la mano di Silvia. Intanto in paese torna Tobias, un etologo oltre che un ex di Silvia. Giorgio è tornato a San Candido dove viene accolto da Chiara, in compagnia dell'amica Miriam, una ragazza tutto pepe, che sembra apprezzare subito il fascino del ragazzo.
- Citazione finale: "E ora non piangere perché presto la notte finirà. E ora sorridimi perchè presto la notte se ne andrà con le sue stelle arrugginite in fondo al mare" (Fabrizio De André)
- Altri interpreti: Raniero Monaco di Lapio (Tobias), Catrinel Marlon (Anya Chevankova), Sonia Gessner (Erika), Giovanni Calcagno (Albert Richter), Andrea Gherpelli (Johann Richter), Pierpaolo Spollon (Claudio, il poliziotto), Riccardo Cicogna (Reinhold Richter), Thierry Toscan (Gasser)
- Note: questo episodio ha una durata maggiore rispetto agli altri episodi.
- Ascolti Italia: telespettatori 6 871 000 – share 27,47%[1]

## Il richiamo del sangue
- Diretto da: Riccardo Donna
- Scritto da:

### Trama
A San Candido sparisce una ragazza e si pensa ad un rapimento. Nel frattempo arriva il papà della ragazza trovata nel bosco da Pietro, Anya. Intanto Miriam approfitta del fatto che Chiara rivendica la sua autonomia nei confronti di Giorgio perché non vuole che il ragazzo le faccia da "badante".
- Citazione finale: “Il mio cuore come il mare non ha limiti ... E il mio amore è profondo come il mare. Perché l’uno e l’altro sono infiniti” (William Shakespeare - Romeo e Giulietta)
- Altri interpreti: Raniero Monaco di Lapio (Tobias), Manuela Ungaro (Vittoria Raossi), Filippo Dini (Roberto Raossi), Daniel Vivian (Nikolaj Yelisev), Anna Stante (Enrica, la madre di Valeria), Giorgia Masseroni (Valeria), Pierpaolo Spollon (Claudio, il poliziotto), Pietro Bontempo (Davide, il padre di Valeria), Lorenzo Zurzolo (Andrea Raossi)
- Ascolti Italia: telespettatori 6 813 000 – share 23,95%[2]

## Il seme della gelosia
- Diretto da: Riccardo Donna
- Scritto da:

### Trama
Viene trovato un cadavere di un ragazzo durante un rave party in un fienile abbandonato. Si tratta di un giovane siciliano arrivato in Alto Adige per lavorare. Giorgio era presente al rave, accompagnato da Miriam senza dir niente a Chiara. Però Giorgio dovrà svelare il suo segreto per aiutare la polizia ad indagare sulla morte del ragazzo, e Chiara non la prende per niente bene.
- Citazione finale: “Guarderai le stelle la notte. La mia sarà per te una delle stelle. Allora, tutte le stelle, ti piacerà guardarle, tutte saranno tue amiche” (Antoine De Saint-Exupéry)
- Altri interpreti: Raniero Monaco di Lapio (Tobias), Pierpaolo Spollon (Claudio, il poliziotto), Giorgio Musumeci (Corrado Vassallo), Giuseppe Tantillo (Salvatore Vassallo), Marco Cassini (Lucas Posner), Eleonora Sergio (Antonella)
- Ascolti Italia: telespettatori 6 494 000 – share 26,15%[2]

## L'istinto dell'uomo
- Diretto da: Riccardo Donna
- Scritto da:

### Trama
In un museo nei pressi di San Candido, viene ospitata una riproduzione di Otzi, la mummia di un uomo preistorico ritrovata anni fa nelle nevi di un ghiacciaio. Durante l'inaugurazione della mostra la mummia, assieme ad altri reperti del museo, sparisce. Silvia e Vincenzo scelgono i rispettivi testimoni per le loro nozze e Huber organizzerà per il commissario l'addio al celibato che però avrà un epilogo inatteso. Chiara non ha ancora perdonato Giorgio per essere andato al rave senza di lei e accompagnato da Miriam lui invece è preso dai sensi di colpa per averla tradita.
- Citazione finale: “Per la morte non c’è spazio, ma le vite volano e si aggiungono alle stelle nell’alto cielo” (Virgilio)
- Altri interpreti: Raniero Monaco di Lapio (Tobias), Pierpaolo Spollon (Claudio, il poliziotto), Eleonora Sergio (Antonella), Patricia Vezzuli (Ilaria Sabini), Fabio Balasso (Alberto), Roberto Gudese (Francesco), Eugenio Krauss (sindaco), Sergio Romano (Lorenzo Sabini)
- Ascolti Italia: telespettatori 6 384 000 – share 21,54%[3]

## Tra le nuvole
- Diretto da: Riccardo Donna
- Scritto da:

### Trama
In Val Pusteria viene trovata una mongolfiera precipitata sulle montagne, verrà ritrovato in seguito il pilota in fin di vita. Intanto Silvia e Tobias devono partire per una missione nel bosco, da soli per cinque giorni, ma Vincenzo cerca di nascondere la sua gelosia. Nel frattempo Giorgio è ancora roso dai sensi di colpa e continua ad evitare Chiara. La ragazza comincia a pensare che il problema sia il sesso, i due provano a riappacificarsi ma Giorgio, preso dai rimorsi, confesserà a Chiara di averla tradita.
- Citazione finale: “Occorre una vita per diventare bambini” (Pablo Picasso)
- Altri interpreti: Raniero Monaco di Lapio (Tobias), Pierpaolo Spollon (Claudio, il poliziotto), Vera Dragone (Christine Pircher), Christoph Hülsen (Florian Pauli), Silvia Degrandi (Viviana Mayer), Matteo Cremon (Georg Pircher), Luigi Montini (Signor Mayer, padre di Viviana)
- Ascolti Italia: telespettatori 5 852 000 – share 22,25%[3]

## La leggenda del pescatore
- Diretto da: Riccardo Donna
- Scritto da:

### Trama
Una sera, sul lago di Braies, Pietro avvista una barchetta in fiamme. Al suo interno il corpo carbonizzato che subito si crede essere quello di un esperto pescatore della zona. Qualcuno intanto ha sparato ad Huber, che stava facendo controlli con l'autovelox su una statale. Costretto in ospedale, Huber affida a Vincenzo le sue tre figlie e Gilda, una maialina che a tutti gli effetti fa parte della famiglia. Chiara e Giorgio, dopo la confessione del tradimento da parte del ragazzo, sono ai ferri corti. Lei proprio non riesce a  perdonarlo. Pietro intanto, aiutato da Roccia, tappezza il paese con gli identikit di Anya. Nel frattempo sono arrivati i fondi per un'importante missione in Alaska e Silvia sta seriamente pensando di andarci insieme a Tobias...
- Citazione finale: “Da un certo punto in avanti non c’è più modo di tornare indietro. È quello il punto al quale si deve arrivare" (Franz Kafka)
- Altri interpreti: Raniero Monaco di Lapio (Tobias), Pierpaolo Spollon (Claudio, il poliziotto), Eleonora Sergio (Antonella), Fabrizio Nevola (Carlo De Caro alias Carlo Magrini), Viola Graziosi (Anna, la madre di Walter), Alessandro Danzi (Walter Borghi), Fabio De Caro (Pasquale Vitiello)
- Ascolti Italia: telespettatori 6 639 000 – share 22,96%[4]

## Falsa partenza
- Diretto da: Riccardo Donna
- Scritto da:

Durante una sky marathon, una corsa in alta montagna, sparisce uno dei partecipanti, che viene poi ritrovato morto in fondo ad un burrone. Il ragazzo è figlio di un importante imprenditore della zona. Intanto si è sparsa la voce del tradimento e, per Giorgio, i rapporti con gli amici di sempre si fanno sempre più tesi. Vincenzo ha posto Silvia di fronte alla scelta: o il matrimonio o l'Alaska. Silvia è indecisa, per lei le due cose non si escludono a vicenda. Anche Huber fa un tentativo per far riavvicinare Silvia e Vincenzo, mentre Tobias preme per partire il prima possibile...
- Citazione finale: “C’è chi si fissa a vedere solo il buio. Io preferisco contemplare le stelle. Ciascuno ha il suo modo di guardare la notte" (Victor Hugo)
- Altri interpreti: Raniero Monaco di Lapio (Tobias), Gianantonio Martinoni (Ballarin), Martino Duane (Braun), Corrado Solari (collega di Gruber), Sergio Di Giulio (Augusto Gruber)
- Ascolti Italia: telespettatori 6 307 000 – share 23,72%[4]

## Fuori dal mondo
- Diretto da: Riccardo Donna
- Scritto da:

### Trama
Quando il cane di Gionata, un vecchio pastore, arriva in paese, è chiaro per tutti che al padrone deve essere successo qualcosa. L'uomo viene trovato morto. Huber cerca di tirare su il morale a Vincenzo, convincendolo ad uscire con sua cugina Astrid, una ragazza “strana” che sogna di sfondare nel mondo della moda. Intanto Giorgio ha lasciato lavoro ed amici per andare a vivere da Miriam: adesso deve trovarsi un nuovo lavoro. Chiara invece si iscrive ad un corso di cucina, dove conosce Marco, un ragazzo che sembra saperla prendere per il verso giusto. All'inizio dell'episodio, Pietro intento a fare la spesa in una bottega locale, incontra Carolina, ex cameriera ai piani dell'hotel dove è stato visto per l'ultima volta Gionata. Carolina sin da subito mostra simpatia per Pietro e gli dice di aver conosciuto Anja inizialmente fornendo un racconto poco corrispondente alla realtà, ma poi rivelando di averla ospitata "abusivamente" in albergo. 
- Citazione finale: “Non è difficile diventare padre; essere padre, questo è difficile" (Wilhelm Busch)
- Altri interpreti: Alan Cappelli Goetz (Marco), Catrinel Marlon (Anya Chevankova), Jennifer Poli (Carolina), Mauro Serio (Ernesto Righi), Michele Maganza (Andrea Bini), Mario Cordova (Walter Bini), Mauro Santopietro (Carlo), Mattia Mor (Franz), Jennifer Poli (Carolina).
- Ascolti Italia: telespettatori 7 037 000 – share 23,88%[5]

## La nuova via
- Diretto da: Riccardo Donna
- Scritto da:

### Trama
Durante una giornata di brutto tempo la forestale soccorre una spedizione impegnata in una difficile scalata in alta quota. Dal campo base sparirà un alpinista. Intanto Astrid e Vincenzo continuano a frequentarsi. I due cercano di aiutarsi a vicenda per dimenticare i propri ex.
- Citazione finale: “Per sfidare Dio l’uomo gonfia il proprio vuoto” (Nicolás Gómez Dávila)
- Altri interpreti: Alan Cappelli Goetz (Marco), Emanuele Vezzoli (Il medico della spedizione, zio di Nadia), Margherita Vicario (Nadia), Dirk Plönissen (Stefan Arbeiten), Gianluca Vannucci (Giovanni Ferri), Barbara Terrinoni (la zia di Nadia), Cristina Serafini (fidanzata di Sergio)
- Ascolti Italia: telespettatori 6 192 000 – share 23,72%[5]

## Musica silenziosa
- Diretto da: Salvatore Basile
- Scritto da:

### Trama
Un famoso violinista, Orlando Tagliavini, viene trovato morto vicino al lago dove di lì a poco avrebbe dovuto tenere un concerto. Il primo sospettato è il fratello della vittima, anche lui musicista. Pietro e Chiara, nel frattempo, cercano di dissuadere Giorgio dall'affrontare una rischiosa missione. Al contrario, Miriam lo appoggia in questa sua decisione. Il rapporto tra Vincenzo e Astrid cresce di giorno in giorno, anche se lei continua a sperare che prima o poi il suo ex torni da lei.
- Citazione finale: “Osservate le stelle, la luna il sole, come si muovono in silenzio. Dobbiamo ascoltare il silenzio, se vogliamo sentire l'anima commuoversi" (Madre Teresa)
- Altri interpreti: Alan Cappelli Goetz (Marco), Stefano Scandaletti (Ludovico Tagliavini), Marilù Pipitone (Elisa Tagliavini), Beppe Chierici (Arno, il padre di Elisa), Anzhela Piller (Anna)
- Ascolti Italia: telespettatori 7 303 000 - share 25,16%[6]

## L'ombra del diavolo
- Diretto da: Salvatore Basile
- Scritto da:

### Trama
Durante il giorno di San Nicolò viene aggredito un uomo durante la tradizionale sfilata dei Krampus, maschere demoniache tipiche della tradizione natalizia altoatesina. Giorgio continua a pensare a Chiara e decide così di lasciare Miriam per tornare a vivere da Pietro: il ragazzo decide di ritentare con il concorso della forestale. Tra Vincenzo e Astrid il rapporto diventa sempre più “intimo”, anche se i due inizialmente continuano a dirsi di voler rimanere soltanto amici. Pietro, corteggiato dalla dottoressa Emma, mentre l'accompagna a casa si imbatte in una misteriosa ragazza che lo spinge a ripartire con la ricerca della verità su Anya.
- Citazione finale: “Se ci fosse una sola stella nel firmamento, se un solo albero si innalzasse nella valle, anche allora avremmo la certezza della generosità dell’infinito” (Kahlil Gibran)
- Altri interpreti: Alan Cappelli Goetz (Marco), Pierpaolo Spollon (Claudio, il poliziotto), Rosario Tedesco (Thomas Ferrari), Valentina Chico (Sara Mayer), Gianluca D'Ercole (Robert Mayer), Pierpaolo Candela (Martin Mayer), Massimiliano Giovannetti (Franco Simeoni)
- Ascolti Italia: telespettatori 6 449 000 - share 25,13%[6]

## Vite sospese
- Diretto da: Salvatore Basile
- Scritto da:

### Trama
Fabio Badia, ex-campione di free climbing, è rimasto zoppo dopo una caduta durante una sfida con l'avversario di sempre, Mattia. Quando questo viene trovato morto, si pensa subito a un rancore da parte di Fabio. Pietro rivede la ragazza misteriosa con il tatuaggio uguale a quello di Anya e, dopo essersela fatta sfuggire, prova a mettersi sulle sue tracce. Silvia è tornata con anticipo a San Candido e Vincenzo si trova in difficoltà, tra Astrid, che ormai se ne è innamorata, e Silvia, nei cui confronti prova ancora qualcosa.
- Citazione finale: “Perdersi con lo sguardo fra le stelle, è come cominciare a camminare nella propria anima" (Anton Vanligt)
- Altri interpreti: Raniero Monaco di Lapio (Tobias), Alan Cappelli Goetz (Marco), Maximilian Dirr (Mattia Werner), Giulio Pampiglione (Fabio Badia), Danila Stalteri (Paola), Massimo Cimaglia (Achille Zocchi), Orietta Notari (Signora Scavi)
- Ascolti Italia: telespettatori 7 303 000 - share 24,77%[7]

## La fuga
- Diretto da: Salvatore Basile
- Scritto da:

### Trama
Durante una delle sue cavalcate in mezzo al bosco, Pietro trova un furgone abbandonato. Dentro c'è il cadavere di Gabriel, il giovane stalliere di una ricchissima famiglia della zona. Intanto le indagini sulla morte di Gabriel portano Pietro a fare importanti passi avanti anche nella ricerca della ragazza col tatuaggio uguale a quello di Anya. Chiara ha scoperto il vero volto di Marco, che ha provato a costringerla a fare l'amore con lui: dopo essere stata lasciata adesso lei e Giorgio sembrano pronti a ricominciare da capo, seppur con alcune difficoltà iniziali. Nel frattempo il padre di Silvia si sente male e finisce all'ospedale e la situazione sembra poter essere l'occasione per far riavvicinare lei e Vincenzo.
- Citazione finale: <nessuna>
- Altri interpreti: Raniero Monaco di Lapio (Tobias), Daniel Vivian (Nikolaj Yelisev), Pierpaolo Spollon (Claudio, il poliziotto), Daniela Battizzocco (Teresa Zorzi), Tatiana Luter (Alessia Zorzi), Caterina Shulha (Natasha), Ralph Palka, Lorenzo Majnoni
- Ascolti Italia: telespettatori 6 891 000 - share 26,19%[7]

## Io ti salverò
- Diretto da: Salvatore Basile e Jan Maria Michelini
- Scritto da:

### Trama
Pietro riesce a trovare Natasha, la ragazza misteriosa che tanto gli ricorda Anya, in un postribolo abusivo nel retro del "Blauer Adler",  una sala giochi in Austria, dove è costretta a prostituirsi assieme ad altre ragazze. La sala giochi infatti era utilizzata dai gestori delle ragazze come copertura per il loro giro di prostituzione. Pietro allora esce e chiama il commissario Nappi per venire d'urgenza. Quando però la polizia qualche ora dopo fa irruzione nel locale, le ragazze sono sparite e non c'è più alcuna traccia né di loro né dei clienti. L'unico indizio è un diario scritto in caratteri cirillici, rimasto lì (forse lasciato volutamente da Natasha), che Pietro cerca di tradurre con l'aiuto della dottoressa Emma, che poi si scopre implicata nella vicenda, a tal punto da mettere in seri guai Pietro, che viene ingiustamente accusato di aver ucciso il proprietario del Blauer Adler. Emma l'ha incastrato perché ricattata da Nikolai, il gestore delle ragazze, l'uomo che si era spacciato per il padre di Anya ma che in realtà l'aveva uccisa. Intanto Silvia scopre di essere incinta e quindi deve dirlo a Vincenzo, proprio quando le cose con lui iniziano ad andare per il verso giusto. Dopo che Pietro riesce a essere scagionato, la polizia, dopo varie peripezie e ottime strategie, riesce ad individuare il luogo dove sono tenute nascoste le ragazze (un vecchio hotel abbandonato). Pietro rischia di essere ucciso da Nikolai, ma viene salvato da un lupo che fa precipitare quest'ultimo da uno strapiombo, uccidendolo. La polizia riesce quindi ad arrestare tutti i colpevoli implicati nel giro di ragazze, compresa la dottoressa Emma, che aveva la propria responsabilità nella vicenda. Natasha e le altre ragazze sono salve. Terminata questa vicenda, il commissario Nappi, convinto da Astrid, riesce a riconquistare Silvia e a tornare definitivamente insieme a lei.
- Citazione finale: “Ho pena delle stelle che brillano da tanto tempo, da tanto tempo … Ho pena delle stelle. Non ci sarà dunque, per le cose che sono, non la morte, bensì un’altra specie di fine, o una grande ragione: qualcosa così, come un perdono?” (Fernando Pessoa)
- Altri interpreti: Raniero Monaco di Lapio (Tobias), Daniel Vivian (Nikolaj Yelisev), Pierpaolo Spollon (Claudio, il poliziotto), Catrinel Marlon (Anya Chevankova), Maciej Robakiewicz (Hans Berger), Lea Karen Gramsdorff (Tatiana Libanenko), Caterina Shulha (Natasha)
- Note: questo episodio ha una durata maggiore rispetto agli altri episodi.
- Ascolti Italia: telespettatori 7 693 000 - share 27.77%[8]